# Kluppe (Forstwirtschaft)
Die Kluppe ist ein  Messgerät, mit dem in der Forstwirtschaft der Durchmesser von Rundhölzern ermittelt wird. Bei liegendem Holz wird in der Regel der Mittendurchmesser und bei stehendem Holz der Brusthöhendurchmesser (BHD) gemessen. Diese Tätigkeit wird als Kluppen (in der Schweiz Kluppieren) bezeichnet. Die Messergebnisse werden in der Regel in Formularen, den Klupplisten oder auch Kluppbüchern, erfasst. 
Der Durchmesser ist eine Eingangsgröße bei der Bestimmung des Holzvolumens (in Deutschland durch die Handelsklassensortierung HKS geregelt). Das Volumen wird wiederum zur Berechnung des Stücklohns und der Preise für das Rundholz benötigt.

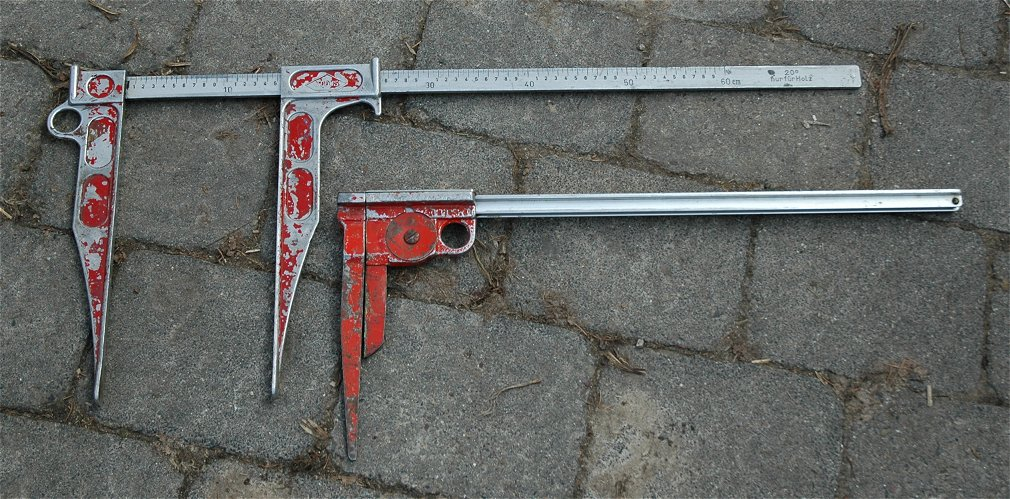
Verschiedene Kluppen
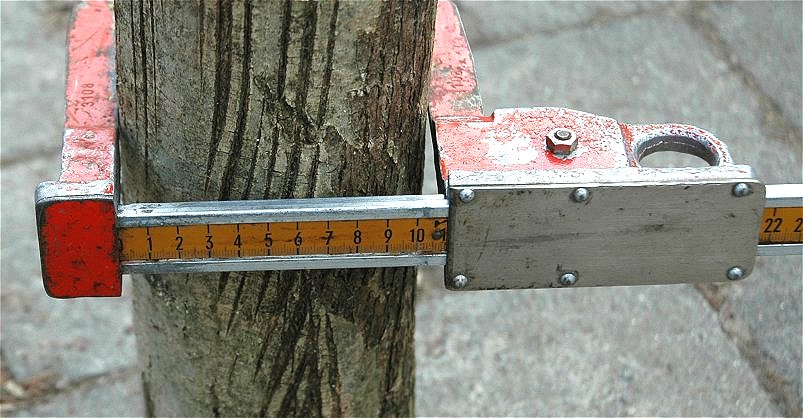
Benutzung einer Kluppe zur Ermittlung des Durchmessers

Mechanische Kluppen ähneln einem großen Messschieber. Die neuerdings eingesetzten elektronischen Kluppen ermöglichen eine elektronische Messung und die Speicherung der Messdaten zur digitalen Weiterverarbeitung. Hierbei gibt es verschiedene Bauformen, die teilweise an die mechanische Kluppe angelehnt sind.
Für Längenmessungen wird meist ein Reißmeter oder ein Maßband benutzt.